# Navianos de Valverde
Navianos de Valverde és un municipi de la província de Zamora, a la comunitat autònoma de Castella i Lleó.

## Demografia
| 1991 | 1996 | 2001 | 2004 |
| ---- | ---- | ---- | ---- |
| 292  | 274  | 254  | 253  |